# Parallelia interpensa
Parallelia interpensa là một loài bướm đêm trong họ Erebidae.